# ジョー・レジェンド
ジョー・レジェンド（Joe Legend、1969年9月2日 - ）は、カナダのプロレスラー。
本名、ジョセフ・エドワード・"ジョー"・ヒッチェン（Joseph Edward "Joe" Hitchen）。オンタリオ州トロント出身。
世界各国の団体に参戦している。

## 来歴
出身地であるトロントにてプロレスラーデビュー。デビュー後しばらくカナダのインディー団体を中心に活動。後にWWEにてエッジのリングネームで活躍することになる、セックストン・ハードキャッスルことアダム・コープランドとセックス・アンド・ヴァイオレンス（Sex and Violence）なるタッグチームを結成し活躍。
旺盛な向上心から世界のプロレス団体で活動することを志すようになり、1998年にドイツを拠点するCWA（Catch Wrestling Association）に参戦。また、アメリカの団体であるECWにスポット参戦し、2000年にはWWFと契約し、入団。ジャスト・ジョー（Just Joe）のリングネームで活動するが、Heat、Metalといった前座番組での出場、またはジョバーでの出番が中心となり、活躍できずに解雇となった。
WWE解雇後はヨーロッパ、中南米といった世界各国のプロレス団体に参戦し、2004年にアメリカの団体であるTNAに入団。ケビン・ノースカットとレッドシャツ・セキュリティー（The Red Shirt Security）なるタッグチームを結成し、3LKが保持するNWA世界タッグ王座（TNA版）を奪取した。同年には来日し、剛竜馬率いるレッスル・エイド・プロジェクト(WAP)に参戦している。
TNA解雇後は再び世界各国のプロレス団体で活動。2006年にも来日しNOAHに参戦。2007年に再び参戦した際にはバイソン・スミスとタッグを組んで活動。また、南アフリカのWWP（World Wrestling Professionals）、トルコのTPW（Turkish Power Wrestling）やフィリピンのPWP（Pro Wrestling Philippines）といった発展途上のインディー団体に参戦し、力を注いでいる。

## その他
- 大型レスラーでありながら俊敏さも兼ね備えており、NOAHではバイソン・スミスとのタッグで活躍が期待されたが、その後NOAHへの参戦が途絶えた[1]。
- 器用であり、研究熱心な性格のため、新技の開発に余念がない[1]。

## 獲得タイトル
TNA
- NWA世界タッグチーム王座（TNA版） : 1回

W / ケビン・ノースカット
WWP（World Wrestling Professionals）
- WWP世界ヘビー級王座 : 1回

IWA（International Wrestling Association）
- IWAインターコンチネンタルヘビー級王座 : 1回
- IWA TV王座 : 1回

GSW（German Stampede Wrestling）
- GSWヘビー級王座

他、世界各国のプロレス団体のタイトルを獲得。

## 得意技
ホスピタル・ジョブ
ロック・ボトムのように担ぎ上げて、後方へ倒れながら相手を顔面から後ろへ投げ落とす。
パイルドライバー
ダイビング・ギロチンドロップ
ストーン・カッター
ダイヤモンド・カッターと同型。
ゴジラ・チョークボム
ツーハンドチョークスラム
ムーンサルトプレス
オー・マイ・ゴッド・エルボー・ドロップ
ダイビング・エルボー・ドロップ
ライジング・ラゼラス・クローズライン
ランニング・フライング・ラリアット

## リングネーム
- ジョー・レジェンド
- ジョー・E・レジェンド
- ビリー・ジョンソン
- ブルート・ベルーシ
- ドラゴン
- ジョー・サンプソン
- ジャスト・ジョー
- レジェンド
- マスター・ジョー・ストーム
- ノード
- XLレジェンド
- ジョー・X・レジェンド
- ジョー・エース
- ジョー・メガロドン